# Jacques André (philologue)
 (février 2018).
Si vous disposez d'ouvrages ou d'articles de référence ou si vous connaissez des sites web de qualité traitant du thème abordé ici, merci de compléter l'article en donnant les références utiles à sa vérifiabilité et en les liant à la section « Notes et références ».
Pour les articles homonymes, voir Jacques André (homonymie) et André.
Jacques André, né le 30 juillet 1910 à Cerdon dans l'Ain et mort le 3 juin 1994 à Paris) est un latiniste et philologue français. 

## Biographie
Fils d'instituteurs, il fait ses études secondaires à Bourg-en-Bresse. Agrégé de grammaire en 1933, cet ancien élève de Jules Marouzeau et de Jean Bayet, après avoir été professeur au lycée de Saint-Étienne (1933-1947) et professeur à la Faculté des lettres d'Aix-en-Provence, est élu en 1954 directeur d’études de philologie latine à la IVe section de l'École pratique des hautes études (EPHE), où il enseigne jusqu'à sa retraite en 1978, avec un bref passage à l'université de Nanterre (1965-1970). Par ailleurs, il dirige la Revue de philologie, d'histoire et de littérature anciennes de 1966 à 1980.
Il a publié de très nombreux ouvrages et articles concernant la langue latine (en particulier le vocabulaire technique) et la civilisation romaine (alimentation, pratique de la médecine) et collaboré à la série latine, qu'il a dirigée de 1964 à 1978, de la Collection des universités de France éditée par la société d'édition Les Belles Lettres. Il y a fait paraître des éditions critiques du livre de cuisine attribué à Apicius et d'œuvres de Columelle, Ovide, Pline l'Ancien et Isidore de Séville.
L’Académie française lui décerne le prix Jules-Janin en 1974 pour l’Histoire naturelle de Pline l’Ancien.
Pour plus de détails, on consultera les nécrologies détaillées et bien informées qui lui ont été consacrées par Pierre Flobert dans la Revue de philologie, 3e série, tome 66, 1992, p. 195-197, ainsi que dans la Revue des études latines, tome 72, 1994, p. 21-22.

## Publications
- Étude sur les termes de couleur dans la langue latine, Paris, 1949 (thèse).
- Lexique des termes de botanique en latin, Paris, Klincksieck (coll. « Études et Commentaires », XXIII), 1956, 343 p.
- Les noms d'oiseaux en latin, Paris, Klincksieck (coll. « Études et Commentaires », LXVI), 1967.
- Les mots à redoublement en latin, Paris, Klincksieck (coll. « Études et Commentaires », XC), 1978.
- L'alimentation et la cuisine à Rome, Paris, Klincksieck (coll. « Études et Commentaires », XXXIX), 1961 (nouvelle éd., Les Belles Lettres (« Collection d'études anciennes »), 1981).
- Les noms de plantes dans la Rome antique, Les Belles Lettres, 1985 (1re éd.), 2010, 334 p.
- Être médecin à Rome, Paris, Les Belles Lettres (coll. « Realia »), 1987, 184 p.  (ISBN 2-251-33808-X).
- Le vocabulaire latin de l'anatomie, Paris, Les Belles Lettres, 1991.